# Ufuk Talay
Ufuk Talay (* 26. März 1976 in Sydney, Australien) ist ein ehemaliger türkisch-australischer Fußballspieler und derzeitiger Trainer. Neben der australischen Staatsangehörigkeit besitzt er noch die türkische, weshalb er während seiner Tätigkeit bei türkischen Vereinen keinen Platz des Ausländerkontingents belegte.

## Karriere

### Marconi Stallions FC
Talay begann seine Karriere bei Marconi Stallions FC, der damals noch in der NSL spielte, bis die Liga durch die A-League abgelöst wurde. Er wurde zunächst als Ersatzspieler für Steve Corica verpflichtet, konnte sich jedoch zu einem Stammspieler etablieren. Sein Debüt gab er spät in der Spielzeit 1992/93, als nur noch sechs Spiele zu spielen waren. Talay spielte in allen sechs folgenden Spielen in der Startaufstellung und erzielte ein Tor. Er spielte drei weitere Jahre als wichtiger Stammspieler für den Verein, bis er 1995 zu Galatasaray Istanbul wechselte.

### Türkei
Zu Beginn der Saison 1995/96 wurde Talay vom türkischen Rekordmeister Galatasaray Istanbul verpflichtet. Die meiste Zeit wurde er jedoch verliehen, weshalb er nur in 28 Spielen zum Einsatz kam. Talay wurde an Erst- und Zweitligisten der türkischen Liga wie Medical Park Antalyaspor, Bursaspor und Karabükspor verliehen und anschließend an den damaligen französischen Zweitligisten Olympique Nîmes. 2002 wurde er dann von Gaziantepspor verpflichtet und von dort aus wechselte er zu Mersin Idmanyurdu, welches seine letzte Station in der Türkei war.

### Sydney FC
Als der sechzehnte Transfer des Fußballklubs Sydney FC in der Spielzeit 2005/06, spielte er wieder mit seinen Ex-Mannschaftskollegen aus Marconi Stallions FC Steve Corica und Clint Bolton.
Seine erste Saison bei Sydney FC wurde frühzeitig wegen einer Knieverletzung beendet. Nachdem er sich bis zur Saison 2006/07 wieder von seiner Verletzung erholt hatte, verbrachte er eine Zeit lang auf der Ersatzbank, da der neue Cheftrainer Terry Butcher ein zentrales Zusammenspiel der beiden Spieler Terry McFlynn und Mark Milligan bevorzugte. Durch die Verletzung anderer Spieler ergab sich für Talay die Chance wieder in die Startelf aufgenommen zu werden, diese nutzte er und blieb für den Rest der Saison ein wichtiger Stammspieler der Mannschaft.
2007 qualifizierte sich Sydney FC für die AFC Champions League. Talay spielte in allen Spielen, die man in dem Turnier antritt und erzielte jeweils ein Tor gegen Shanghai Shenhua und Urawa Red Diamonds. Im Rückspiel gegen Shanghai Shenhua, verschoss er einen Elfmeter und das Spiel endete torlos.
Nach der Spielzeit 2007/08, in der er wegen einer Gelbsperre nur eine Partie verpasst hatte, verlängerte er seinen Vertrag beim Sydney FC nicht und folgte seinem Ex-Mannschaftskollegen Mark Rudan nach Japan zum  japanischen Zweitligisten Avispa Fukuoka.

### Zeit in Japan und Rückkehr nach Australien
Talay war neben Mark Rudan und Joel Griffiths, dem Neuzugang des Vereins von Newcastle United, der dritte Australier im Kader des Klubs. Für Talay begann die Spielzeit gut. Er erzielte drei Tore in den ersten fünf Spielen, konnte jedoch in den folgenden 32 Spielen keine Tore mehr erzielen. Nach nur einer Spielzeit bei Avispa Fukuoka, wechselte er wieder nach Australien zu North Queensland Fury, wo er in 33 Ligaspielen drei Tore erzielte. Zwei Jahre später wechselte er zu Sydney United, wo er seine Karriere als Spieler beendete.

## Erfolge
Galatasaray Istanbul
- Türkischer Meister: 1997, 2002
- Türkischer Pokalsieger: 1996

Sydney FC
- Australischer Meister: 2006
- OFC Champions League: 2005

Marconi Stallions FC
- Australischer Meister(damals NSL): 1993

## Sonstiges
Ufuk Talay hat türkische Wurzeln und kann fließend türkisch sprechen.